# Хлорид европия(III)
Хлорид европия(III) — бинарное неорганическое соединение, соль металла европия и соляной кислоты с формулой EuCl3, светло-жёлтые кристаллы, хорошо растворимые в воде, образует кристаллогидрат.

## Получение
- Действие хлора на металлический европий:

{\displaystyle {\mathsf {2Eu+3Cl_{2}\ {\xrightarrow {300^{o}C}}\ 2EuCl_{3}}}}
- Реакция соляной кислоты с металлическим европием, оксидом, гидроксидом или сульфидом европия:

{\displaystyle {\mathsf {2Eu+6HCl\ {\xrightarrow {}}\ 2EuCl_{3}+3H_{2}\uparrow }}}
{\displaystyle {\mathsf {Eu_{2}O_{3}+6HCl\ {\xrightarrow {}}\ 2EuCl_{3}+3H_{2}O}}}
{\displaystyle {\mathsf {Eu(OH)_{3}+3HCl\ {\xrightarrow {}}\ EuCl_{3}+3H_{2}O}}}
{\displaystyle {\mathsf {Eu_{2}S_{3}+6HCl\ {\xrightarrow {}}\ 2EuCl_{3}+3H_{2}S\uparrow }}}
- Реакция хлорида европия(II) с соляной кислоты:

{\displaystyle {\mathsf {2EuCl_{2}+2HCl\ {\xrightarrow {}}\ 2EuCl_{3}+H_{2}\uparrow }}}

## Физические свойства
Хлорид европия(III) образует светло-жёлтые кристаллы гексагональной сингонии, пространственная группа P 63/m, параметры ячейки a = 0,7369 нм, c = 0,4133 нм, Z = 2.
Хорошо растворяется в воде. 
Образует кристаллогидраты состава EuCl3•6H2O.
При облучении ультрафиолетовым излучением люминесцирует оранжево-красным светом.

## Химические свойства
- Безводную соль получают сушкой кристаллогидрата в вакууме:

{\displaystyle {\mathsf {EuCl_{3}\cdot 6H_{2}O\ {\xrightarrow {110^{o}C,NH_{4}Cl}}\ EuCl_{3}+6H_{2}O}}}
- При нагревании разлагается:

{\displaystyle {\mathsf {2EuCl_{3}\ {\xrightarrow {700-1400^{o}C}}\ 2EuCl_{2}+Cl_{2}}}}
- Реагирует с разбавленными щелочами и концентрированным раствором аммиака, образуя гидроксид:

{\displaystyle {\mathsf {EuCl_{3}+3NaOH\ \xrightarrow {} \ Eu(OH)_{3}\downarrow +3NaCl}}}
{\displaystyle {\mathsf {EuCl_{3}+3NH_{3}\cdot H_{2}O\ \xrightarrow {} \ Eu(OH)_{3}\downarrow +3NH_{4}Cl}}}
- Восстанавливается водородом или электролизом:

{\displaystyle {\mathsf {2EuCl_{3}+H_{2}\ {\xrightarrow {270^{o}C}}\ 2EuCl_{2}+2HCl}}}
{\displaystyle {\mathsf {EuCl_{3}+H_{Zn,HCl}^{0}\ {\xrightarrow {}}\ EuCl_{2}+HCl}}}
{\displaystyle {\mathsf {2EuCl_{3}\ {\xrightarrow {e^{-}}}\ 2EuCl_{2}+Cl_{2}}}}
- Вступает в обменные реакции[1]:

{\displaystyle {\mathsf {EuCl_{3}+3HF\ {\xrightarrow {}}\ EuF_{3}\downarrow +3HCl}}}